# Де Хэвиленд, Джон
Джон Де Хэ́виленд (англ. John de Havilland; 17 октября 1918, Эджвор, Мидлсекс, Англия — 23 августа 1943 вблизи Хатфилда, Хартфордшир, Англия) — британский лётчик-испытатель времён Второй мировой войны.
Джон, как и его братья Джеффри и Питер, был сыном основателя компании De Havilland Джеффри де Хэвиленда. Все трое работали лётчиками-испытателями в компании отца. Перед Второй мировой войной Джон в чине сержанта служил в Резерве Королевских ВВС (англ. Royal Air Force Volunteer Reserve), однако после начала войны был уволен с военной службы и перешёл в De Havilland на должность лётчика-испытателя.
23 августа 1943 погиб во время испытательного полёта на de Havilland Mosquito Mark VI. Самолёт де Хэвиленда столкнулся в воздухе с таким же Mosquito Mark VI Джорджа Гиббинса (англ. George Gibbins). Деревянные машины развалились в воздухе. Оба экипажа погибли (на борту помимо лётчиков находились наблюдатели).
После смерти сына Джеффри де Хэвиленд основал «Стипендиальный фонд имени Джона де Хэвиленда» (англ. The John de Havilland Scholarship Fund), призванный находить и пестовать талантливых молодых людей, желающих работать в авиационной промышленности.